# كونور غالاغير
كونور جون غالاغير (بالإنجليزية: Conor John Gallagher)‏ (مواليد 6 فبراير 2000 في إبسوم، إنجلترا) هو لاعب كرة قدم إنجليزي، يلعب مع أتلتيكو مدريد في الدوري الإسباني و‌منتخب إنجلترا لكرة القدم في مركز خط الوسط.

## وصلات خارجية
- كونور غالاغير على موقع الاتحاد الأوربي (الإنجليزية)
- كونور غالاغير على موقع إي إس بي إن إف سي (الإنجليزية)
- كونور غالاغير على موقع قاعدة بيانات كرة القدم.إي يو (الإنجليزية)
- كونور غالاغير على موقع ليكيب (الفرنسية)
- كونور غالاغير على موقع ناشيونال فوتبول تيمز (الإنجليزية)
- كونور غالاغير على موقع Soccerbase.com (لاعب) (الإنجليزية)
- كونور غالاغير على موقع Soccerway.com (الإنجليزية)
- كونور غالاغير على موقع عالم كرة القدم.نت (الإنجليزية)